# Retama
Genre
Synonymes
- Lygos[2]

Retama est un genre de plantes à fleurs dicotylédones de la famille des Fabaceae, sous-famille des Faboideae, originaire d'Europe, d'Afrique et d'Asie, qui compte quatre espèces acceptées.

## Étymologie
Le nom générique, « Retama », dérive d'un terme hébraïque biblique,  רותם (Rotem, retem, retam, ratama), qui désigne un arbrisseau commun en Israël.

## Liste d'espèces
Selon The Plant List (1 octobre 2018) :
- Retama dasycarpa Coss.
- Retama monosperma (L.) Boiss.
- Retama raetam (Forssk.) Webb
- Retama sphaerocarpa (L.) Boiss.